# Screams and Whispers
Screams and Whispers ist das vierte Studioalbum der US-amerikanischen Progressive-Thrash-Metal-Band Anacrusis. Es erschien im Jahr 1993 bei Metal Blade Records.

## Entstehung und Veröffentlichung
Nach Manic Impressions tourten Anacrusis als Support für Megadeth und Overkill in den USA. Anschließend begannen die Arbeiten am vierten Album. Doch in dieser Zeit verließ Chad Smith die Band, da er mit den geringen Einkünften seine Familie nicht ernähren konnte. Er empfahl der Band Paul Miles als Nachfolger. Dieser spielte zwar das Schlagzeug für Screams and Whispers ein, war jedoch nicht am Songwriting beteiligt. Das Album wurde in Anacrusis’ Heimatstadt St. Louis aufgenommen und mithilfe von Bill Metoyer in Lake Geneva abgemischt. Noch im Jahr der Veröffentlichung brach die Band auseinander. Nach der Neugründung wurde das Album auf der Bandhomepage als kostenloser Download zur Verfügung gestellt.

## Titelliste
1. Sound the Alarm – 5:39
2. Sense of Will – 4:52
3. Too Many Prophets – 5:27
4. Release – 4:19
5. Division – 4:38
6. Tools of Separation – 6:11
7. Grateful – 5:14
8. A Screaming Breath – 4:19
9. My Soul’s Affliction – 4:30
10. Driven – 5:52
11. Brotherhood? – 6:51

Bonus-Titel
1. Release (Remix) – 4:17
2. Brotherhood? (Edit) – 3:07

## Stil
Anacrusis spielen auf Screams and Whispers Progressive Metal mit „Thrash-Riffs[,] alternativen Jane’s Addiction-Sounds, brachialen Industrial-Grooves und ohrwurmverdächtigen Melodien“. Das Album ist weniger schnell, technisch und düster als der Vorgänger und wirkt dennoch musikalisch versierter. Es werden nun auch einige Keyboard-Orchestrierungen verwendet. Die Rhythmen und der Gesang sind sehr variabel.

## Rezeption
Das Album wurde schon 1993 von der Presse positiv aufgenommen und gilt heute als Klassiker des Progressive Metal, bescherte der Band jedoch nicht den erhofften Durchbruch. Georg Heep von den Babyblauen Seiten lobt die „abwechselnd derb kreischende und wunderschöne Stimme, die depressiven Melodien und die groovenden Thrashriffs“, Peter Kubaschk von powermetal.de die Soli, die Dynamik und den Sound und empfiehlt „dieses Götterwerk jedem Metaller, der auf technisch versierte Mucke wie DEATH, ZERO HOUR oder WATCHTOWER, experimentellere Bands wie CYNIC oder PESTILENCE (zu ‘Spheres’-Zeiten) oder Thrash-Combos der Marke CORONER abfährt.“ Frank Albrecht vom Rock Hard meint, Anacrusis bieten „alles, was man von einer Metal-Scheibe erwarten darf: Sie sind originell, heavy und allesamt begabte Instrumentalisten“. Sowohl Rock Hard als auch das eclipsed-Magazin nahmen Screams and Whispers in ihre jeweilige Liste der wichtigsten Progmetal-Alben auf.